# Aloe jucunda
Aloe jucunda é uma espécie de liliopsida do gênero Aloe, pertencente à família Asphodelaceae.